# Je dis aime
Albums de 
-M-
Le Baptême
(1998) Le Tour de -M-
(2001)
Je dis aime est le deuxième album studio de Matthieu Chedid, sorti en 1999. -M- installe peu à peu son petit monde avec des chansons mettant en scène des personnages (Émilie 1000 volts), le supposé complexe d'infériorité français face à la compétence américaine (Le Complexe du corn flakes), de la poésie (Je dis Aime écrite par Andrée Chedid, sa grand-mère et composée avec la participation de son frère Joseph), des basses et des guitares accompagnées par Vincent Ségal, Cyril Atef et DJ Shalom. L'album est certifié double disque de platine.

## Liste des titres
| No  | Titre                             | Auteur        | Durée |
| --- | --------------------------------- | ------------- | ----- |
| 1.  | Monde virtuel                     |               | 3:09  |
| 2.  | Je dis aime                       | Andrée Chedid | 3:56  |
| 3.  | Onde sensuelle                    |               | 3:05  |
| 4.  | À celle qui dure                  |               | 3:46  |
| 5.  | Faut oublier                      |               | 3:10  |
| 6.  | Le Festival de connes             |               | 3:20  |
| 7.  | Le Mec hamac                      |               | 3:27  |
| 8.  | Close to Me (reprise de The Cure) |               | 4:00  |
| 9.  | Émilie 1000 Volts                 |               | 2:39  |
| 10. | Qui est le plus fragile           |               | 2:56  |
| 11. | Le Complexe du corn flakes        |               | 4:52  |
| 12. | Au lieu du crime                  |               | 4:15  |
| 13. | Bonoboo                           | Andrée Chedid | 3:07  |
| 14. | Le Commun des motels              |               | 3:15  |
| 15. | Mama Sam                          |               | 3:15  |